# Sevgein
Sevgein (, toponimo romancio; in tedesco Seewis im Oberland, ufficiale fino al 1943, in italiano Savienno, desueti) è una frazione di 197 abitanti del comune svizzero di Ilanz/Glion, nella regione Surselva (Canton Grigioni).

## Geografia fisica
Il paese si trova nella valle del Reno Anteriore, allo sbocco della Val Lumnezia.

## Storia

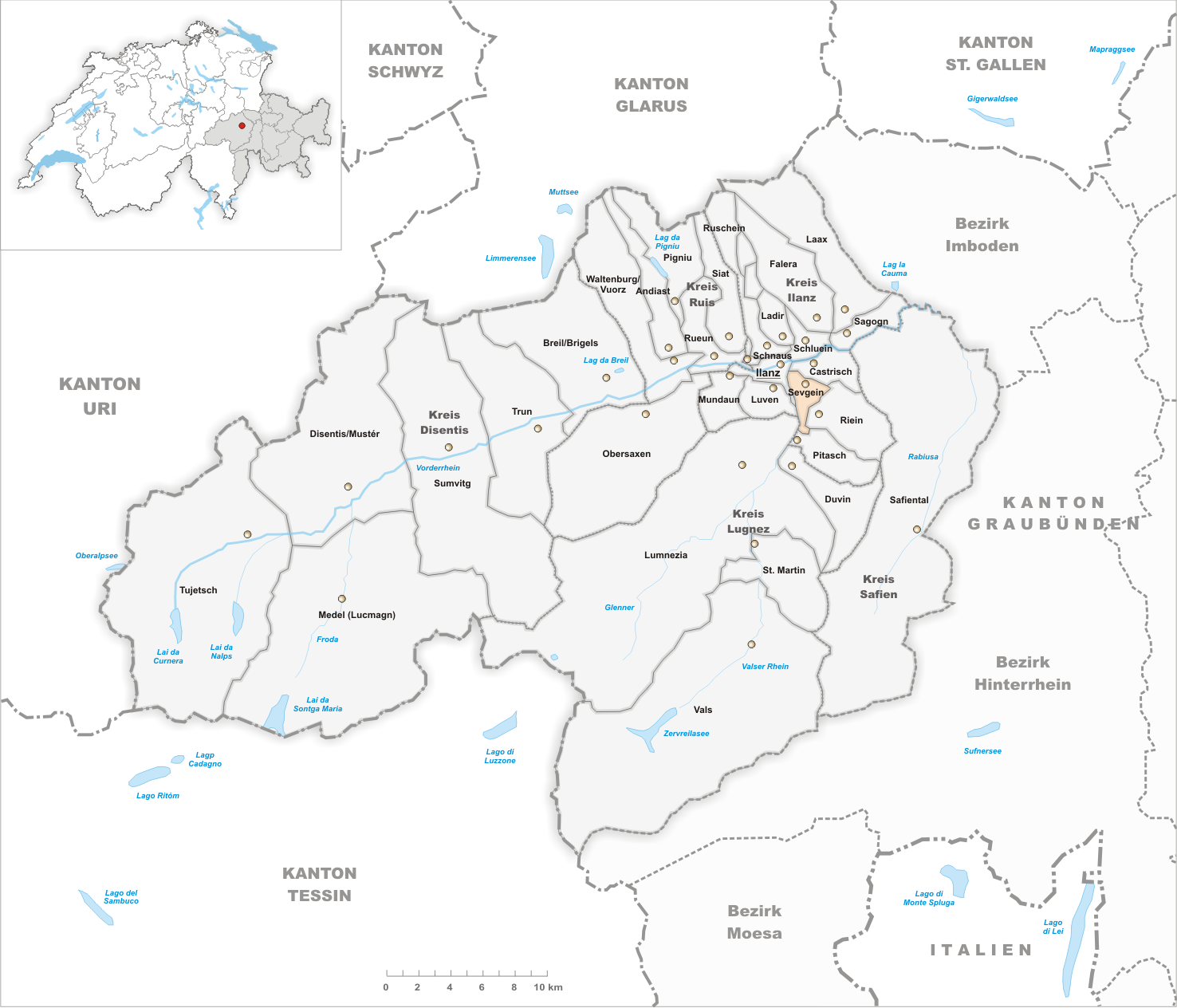
Il territorio del comune di Sevgein prima degli accorpamenti comunali del 2014

Già comune autonomo istituito nel 1851, si estendeva per 4,55 km² e comprendeva anche la frazione di Isla; il 1º gennaio 2014 è stato aggregato agli altri comuni soppressi di Castrisch, Duvin, Ilanz, Ladir, Luven, Pigniu, Pitasch, Riein, Rueun, Ruschein, Schnaus e Siat per formare il nuovo comune di Ilanz/Glion.

## Monumenti e luoghi d'interesse
- Chiesa parrocchiale cattolica di San Tommaso, eretta nell'VIII secolo e ricostruita nel 1694 in stile barocco[1].

## Società

### Evoluzione demografica
L'evoluzione demografica è riportata nella seguente tabella:
Abitanti censiti

### Lingue e dialetti
La maggioranza della popolazione parla la lingua romancia.